# فرانکو نرو
فرانچسکو کلِمِنته جوزپه اِسپارانِرو (انگلیسی: Francesco Clemente Giuseppe Sparanero؛ زاده ۲۳ نوامبر ۱۹۴۱) که با نام حرفه‌ای فرانکو نِرو (انگلیسی: Franco Nero) شناخته می‌شود، بازیگر، تهیه‌کننده و کارگردان ایتالیایی است. نقش موفقیت‌آمیز او به عنوان شخصیت اصلی فیلم وسترن اسپاگتی جانگو (۱۹۶۶) بود که او را به یک پاپ آیکان تبدیل کرد و حرفهٔ بین‌المللی او آغاز شد که شامل بیش از ۲۰۰ نقش اصلی و فرعی در طیف گسترده‌ای از فیلم‌ها و برنامه‌های تلویزیونی است.
از برجسته‌ترین فیلم‌های او می‌توان به بازگشت سپیددندان، کتاب مقدس (۱۹۶۶)، کملوت (۱۹۶۷)، سرباز حرفه‌ای (۱۹۶۸)، نبرد نرتوا (۱۹۶۹)، تریستانا (۱۹۷۰) سه حرفه‌ای (۱۹۷۰)، کئوما (۱۹۷۶)، یگان ۱۰ از ناوارون (۱۹۷۸)، نینجا وارد می‌شود (۱۹۸۱)، جان‌سخت ۲ (۱۹۹۰)، نامه‌هایی به ژولیت (۲۰۱۰)، ماشین‌ها ۲ (۲۰۱۱) و جان ویک: بخش ۲ (۲۰۱۷) اشاره کرد. نرو در بسیاری از فیلم‌های درجهٔ ب محبوب ایتالیایی در دهه‌های ۱۹۶۰ و ۱۹۷۰، از جمله وسترن‌های جالو و اسپاگتی کار کرد.
نرو رابطه طولانی با ونسا ردگریو داشته‌است که در طول فیلمبرداری کملوت آغاز شد. آنها در سال ۲۰۰۶ ازدواج کردند و والدین بازیگر کارلو گابریل نرو هستند. او همچنین به عنوان مهمان ویژه در سی و ششمین جشنواره جهانی فیلم فجر حضور داشت.

## اوایل زندگی
فرانچسکو کلِمِنته جوزپه اِسپارانِرو در سن پروسپرو پارمنسه (پارما، امیلیا-رومانیا)، پسر یک افسر مأمور در کارابینری به دنیا آمد. پدر و مادر او در اصل اهل سان سورو (فوجا، پولیا) بودند. او در بدونیا و میلان بزرگ شد و مدت کوتاهی در دانشکدهٔ اقتصاد و تجارت دانشگاه محلی تحصیل کرد اما بعداً برای تحصیل به تئاتر کوچک شهر میلان رفت.

## برگزیدهٔ فیلم‌شناسی
| به فیلم‌هایی اشاره دارد که هنوز اکران نشده‌اند | به فیلم‌هایی اشاره دارد که هنوز اکران نشده‌اند |

### فیلم
| سال  | عنوان                              | نقش                                             | یادداشت‌ها                                                                            |
| ---- | ---------------------------------- | ----------------------------------------------- | ------------------------------------------------------------------------------------ |
| ۱۹۶۵ | من او را خوب می‌شناختم              | ایتالو                                          |                                                                                      |
| ۱۹۶۶ | جانگو                              | جانگو                                           |                                                                                      |
| ۱۹۶۶ | خداحافظ تگزاس                      | کلانتر برت سالیوان                              |                                                                                      |
| ۱۹۶۶ | کتاب مقدس                          | هابیل                                           | اولین فیلم آمریکایی                                                                  |
| ۱۹۶۷ | کملوت                              | لانسلوت                                         | آواز صدا توسط جین مرلینو نامزد—جایزه گلدن گلوب برای امیدوارکننده‌ترین تازه وارد - مرد |
| ۱۹۶۸ | سرباز حرفه‌ای                       | سرگئی «پولاک» کوالسکی                           |                                                                                      |
| ۱۹۶۹ | روز پنجم                           | پرچمدار برونو گرابر                             |                                                                                      |
| ۱۹۶۹ | جنگ نرتوا                          | کاپیتان میچل ریوا                               |                                                                                      |
| ۱۹۶۹ | یک کارآگاه                         | کارآگاه استفانو بلی                             |                                                                                      |
| ۱۹۷۰ | تریستانا                           | هوراسیو                                         |                                                                                      |
| ۱۹۷۰ | باکره و کولی                       | کولی                                            | نامزد—جایزه لورل طلایی برای ستاره فردا، مرد                                          |
| ۱۹۷۰ | بی‌خیال درس                         | برونو گرازا                                     |                                                                                      |
| ۱۹۷۰ | سه حرفه‌ای                          | یودلاف پترسون                                   |                                                                                      |
| ۱۹۷۱ | تعطیلات                            | اوزیراید                                        |                                                                                      |
| ۱۹۷۱ | بازپرسی به پایان رسید، فراموش کنید |                                                 |                                                                                      |
| ۱۹۷۲ | پاپ ژوان                           | لودوویکو دوم ایتالیا                            |                                                                                      |
| ۱۹۷۲ | راهب                               | آمبروزیو                                        |                                                                                      |
| ۱۹۷۳ | ردنک                               | موسکیتو                                         |                                                                                      |
| ۱۹۷۳ | سپیددندان                          | جیسون اسکات                                     |                                                                                      |
| ۱۹۷۴ | آخرین روزهای موسولینی              | والریو                                          |                                                                                      |
| ۱۹۷۵ | گریه پیاز                          | پیاز استارک                                     |                                                                                      |
| ۱۹۷۶ | تسلیم                              | آرماند                                          |                                                                                      |
| ۱۹۷۶ | کئوما                              | کئوما شانون                                     |                                                                                      |
| ۱۹۷۸ | یگان ۱۰ از ناوارون                 | کاپیتان نیکولای لسکووار / سرهنگ فون اینگورسلبون |                                                                                      |
| ۱۹۷۹ | مهمان                              | عیسی                                            | ذکر نشده                                                                             |
| ۱۹۷۹ | شکارچی کوسه                        | مایک دی‌دوناتو                                   |                                                                                      |
| ۱۹۸۱ | نینجا وارد می‌شود                   | کول                                             |                                                                                      |
| ۱۹۸۲ | کوئرله                             | ستوان سبلون                                     |                                                                                      |
| ۱۹۸۷ | دختر                               | یوهان برگ                                       |                                                                                      |
| ۱۹۸۸ | توسکانینی جوان                     | کلودیو توسکانینی                                |                                                                                      |
| ۱۹۹۰ | جان‌سخت ۲                           | ژنرال رامون اسپرانزا                            |                                                                                      |
| ۱۹۹۲ | خواهران و برادران                  | فرانکو                                          |                                                                                      |
| ۱۹۹۵ | من و پادشاه                        | سرگرد فری                                       |                                                                                      |
| ۱۹۹۸ | صحبت از فرشتگان                    |                                                 |                                                                                      |
| ۲۰۰۰ | میرکا                              | جیانکارلو                                       |                                                                                      |
| ۲۰۰۸ | پست‌فطرت‌ها                          | رنه یووارا                                      |                                                                                      |
| ۲۰۰۸ | باتوری                             | ماتیاس، امپراتور مقدس روم                       |                                                                                      |
| ۲۰۱۰ | نامه‌هایی به ژولیت                  | لورنزو بارتولینی                                |                                                                                      |
| ۲۰۱۱ | راسپوتین                           | راوی                                            |                                                                                      |
| ۲۰۱۱ | ماشین‌ها ۲                          | عمو توپولینو                                    | صدا                                                                                  |
| ۲۰۱۲ | جنگوی زنجیرگسسته                   | آمریگو وسپی                                     | پیش درآمد جانگو (۱۹۶۶)                                                               |
| ۲۰۱۶ | شهر گمشده زی                       | بارون دو گوندوریز                               |                                                                                      |
| ۲۰۱۷ | جان ویک: بخش ۲                     | جولیوس                                          |                                                                                      |
| ۲۰۲۳ | مردی که خدا را ترسیم کرد           | امانوئل                                         | همچنین کارگردان                                                                      |
| ۲۰۲۳ | جن‌گیر پاپ                          | پاپ                                             |                                                                                      |
| TBA  | در دست دانته                       |                                                 | [ ۱۱ ]                                                                               |

### تلویزیون
| سال  | عنوان                           | نقش                      | یادداشت‌ها           |
| ---- | ------------------------------- | ------------------------ | ------------------- |
| ۱۹۷۸ | دزد دریایی                      | شیخ بیدر الفی دزد دریایی | مینی‌سریال           |
| ۱۹۸۳ | واگنر                           | کرسپی                    | مینی‌سریال تلویزیونی |
| ۱۹۹۰ | نامزد                           | پدر کریستوفورو           | مینی‌سریال تلویزیونی |
| ۱۹۹۱ | کاترین جوان                     | کنت میخائیل ورونتسوف     | مینی‌سریال تلویزیونی |
| ۱۹۹۷ | بلا مافیا                       | ماریو دومینو             | فیلم تلویزیونی      |
| ۲۰۰۱ | جنگجویان صلیبی                  | ابن ازل                  | مینی‌سریال تلویزیونی |
| ۲۰۱۱ | نظم و قانون: واحد قربانیان ویژه | روبرتو دیستاسیو          | قسمت: «زمین سوخته»  |

### بازی‌های ویدئویی
| سال  | عنوان     | نقش          | یادداشت‌ها |
| ---- | --------- | ------------ | --------- |
| ۲۰۱۱ | ماشین‌ها ۲ | عمو توپولینو | صداپیشه   |